# Joseph Furttenbach

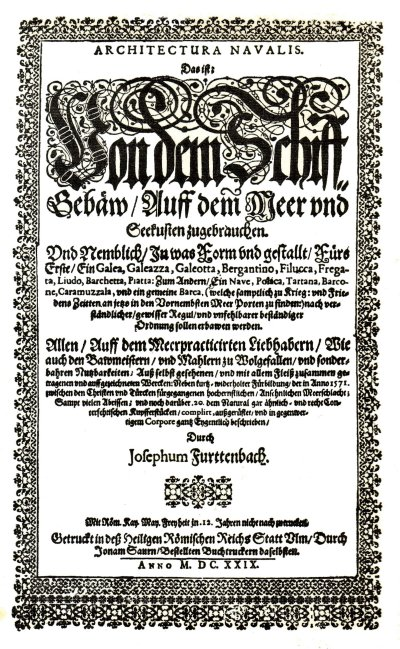
Frontispiciul lucrării Architectura Navalis (1629)

Joseph Furttenbach (scris și Fürttenbach, numit și cel Bătrân, 1591 – 1667) a fost un inginer, arhitect, matematician și memorialist german.
În anumite documente ale epocii, numele său mai apare și sub forma Joseph Schertel Von Furttenbach sau Joseph Furtembach.
S-a născut la Lenzkirch și a fost profesor și arhitect la Ulm.
De la el au rămas diferite lucrări de matematică și arhitectură, printre care Architeckture universalis, civilis, navalis, martialis.
A proiectat scene de teatru și sisteme de iluminat a cestora.